# Jim Bett
Pour les articles homonymes, voir Bett.
Jim Bett, né le 25 novembre 1959 à Hamilton (Écosse), est un footballeur écossais, qui évoluait au poste de milieu de terrain à Aberdeen et en équipe d'Écosse. 
Bett a marqué un but lors de ses vingt-cinq sélections avec l'équipe d'Écosse entre 1982 et 1990.

## Carrière
- 1976-1978 : Airdrieonians
- 1978 : Valur Reykjavík
- 1978-1980 : Lokeren
- 1980-1983 : Rangers
- 1983-1985 : Lokeren
- 1985-1994 : Aberdeen
- 1994 : KR Reykjavík
- 1994-1995 : Heart of Midlothian
- 1995-1998 : Dundee United

## Palmarès

### En équipe nationale
- 26 sélections et 1 but avec l'équipe d'Écosse entre 1982 et 1990.

### Avec les Glasgow Rangers
- Vainqueur de la Coupe d'Écosse de football en 1981.
- Vainqueur de la Coupe de la Ligue écossaise de football en 1983.

### Avec Aberdeen
- Vice-Champion du Championnat d'Écosse de football en 1989, 1990, 1991, 1993 et 1994.
- Vainqueur de la Coupe d'Écosse de football en 1986 et 1990.
- Vainqueur de la Coupe de la Ligue écossaise de football en 1986 et 1990.